# Franciszek Zima

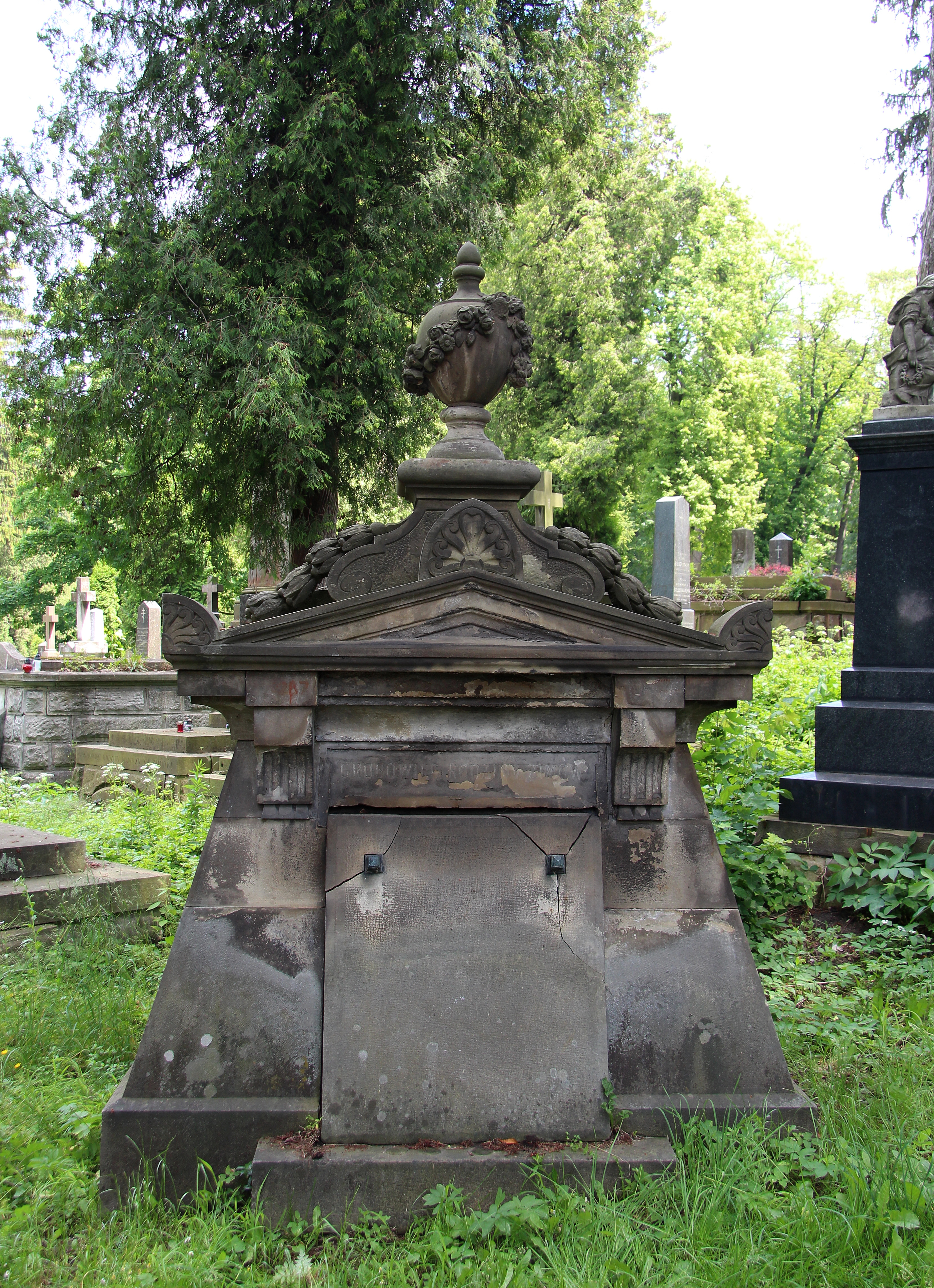

Franciszek Zima (ur. 1827 w Luszowicach, zm. 3 sierpnia 1899 we Lwowie) – polski bankier, dyrektor Galicyjskiej Kasy Oszczędności we Lwowie, powstaniec styczniowy, major.

## Życiorys
Uczestniczył w powstaniu węgierskim. Za swoją służbę został odznaczony węgierskim powstańczym Orderem Zasługi Wojskowej III klasy. Następnie walczył w powstaniu styczniowym m.in. w oddziale Zygmunta Miłkowskiego, biorąc udział w bitwie pod Kostangalią (15 lipca 1863), dosłużywszy się stopnia majora. Po powstaniu wyemigrował do Londynu, gdzie pracował jako urzędnik bankowy. Zaprzyjaźnił się tam z Stanisławem Szczepanowskim.
Po powrocie do kraju Zima został dyrektorem Galicyjskiej Kasy Oszczędności, z kapitałem 33 milionów złotych reńskich. Gdy Szczepanowski był bliski bankructwa, Zima, tworząc fikcyjne rachunki, pożyczał mu pieniądze na poszukiwania ropy naftowej i węgla w Karpatach Wschodnich. Jednak nowe odkrycia pokładów węgla i ropy naftowej nie przyniosły Szczepanowskiemu pieniędzy, a niespodziewana kontrola Galicyjskiej Kasy Oszczędności w 1898 wykazała brak kilku milionów. Zima i główny księgowy Kasy zostali aresztowani, co wywołało panikę wśród oszczędzających.
Był członkiem Ligi Polskiej. 27 maja 1891 otrzymał honorowe obywatelstwo miasta Lwowa.
Zima zmarł nagle w więzieniu lwowskim w niewyjaśnionych okolicznościach, nie doczekawszy procesu. Pochowany został na Cmentarzu Łyczakowskim we Lwowie.